# Pterocirrus limbatus
Pterocirrus limbatus är en ringmaskart som först beskrevs av Jean Louis René Antoine Édouard Claparède 1868.  Pterocirrus limbatus ingår i släktet Pterocirrus och familjen Phyllodocidae. Inga underarter finns listade i Catalogue of Life.